# Coupe de Luxembourg 1964-1965
La Coppa di Lussemburgo 1964-1965 è stata la 40ª edizione della coppa nazionale lussemburghese disputata tra il 23 agosto 1964 e il 16 maggio 1965 e conclusa con la vittoria dello Spora Luxembourg, al suo sesto titolo.

## Formula
Eliminazione diretta in gara unica.

### 1º Turno preliminare
•Nel primo e nel secondo turno partecipano solo le squadre delle Divisioni 2, 3 e 4.
| Squadra 1                     | Risultato   | Squadra 2                  |
| ----------------------------- | ----------- | -------------------------- |
| 23 agosto 1964                |             |                            |
| AS Luxembourg                 | 1 − 12      | UNA Strassen               |
| Atert Bissen                  | 3 − 1       | Jeunesse Koerich           |
| Bous                          | 6 − 4       | Hamm 37                    |
| Blue Boys Muhlenbach          | 1 − 3       | US Esch                    |
| Claravallis Clervaux          | 4 − 3 (dts) | Daring Echternach          |
| CS Hollerich                  | 7 − 1       | Jeunesse Canach            |
| Hobscheid                     | 3 − 4       | US Boevange/Attert         |
| Iska Boys Simmern             | 5 − 0       | Tarwat Tarchamps           |
| Jeunesse Schieren             | 3 − 3 (dts) | US Niederwiltz             |
| Kischpelt Wilwerwiltz         | 0 − 2       | Arminia Weidingen          |
| Koeppchen Wormeldange         | 4 − 1       | Remich                     |
| Kopstal 33                    | 3 − 0       | Lorentzweiler              |
| Les Ardoisiers Perlé          | 0 − 3       | Gold a Ro't Wiltz          |
| Mansfeldia Clausen            | 4 − 0       | US Bascharage              |
| Mertert                       | 2 − 3       | Jeunesse Useldange         |
| Mondercange                   | 0 − 3       | Progrès Grund              |
| Noertzange                    | 1 − 7       | Jeunesse Junglinster       |
| Old Boys Consdorf             | 7 − 2       | Arantia Berdorf            |
| Olympia Christnach/Waldbillig | 6 − 1       | Pratzerthal                |
| Olympique Eischen             | 1 − 0       | Yellow Boys Weiler-la-Tour |
| Orania Vianden                | 3 − 2       | SC Rodange                 |
| Red Boys Aspelt               | 2 − 0       | Ehlerange                  |
| Rupensia Larochette           | 2 − 3       | Blo-Weiss Madernach        |
| Sandweiler                    | 3 − 5       | Jeunesse Hautcharage       |
| Sanem                         | 5 − 0       | Kehlen                     |
| Swift Hesperange              | 4 − 2       | Hostert                    |
| Syra Mensdorf                 | 0 − 1       | Minière Lasauvage          |
| Victoria Rosport              | 16 − 0      | Bigonville                 |

### 2º Turno preliminare
| Squadra 1            | Risultato   | Squadra 2                     |
| -------------------- | ----------- | ----------------------------- |
| 30 agosto 1965       |             |                               |
| Arminia Weidingen    | 2 − 0       | Jeunesse Schieren             |
| Bous                 | 1 − 7       | Sanem                         |
| Claravallis Clervaux | 8 − 5       | Atert Bissen                  |
| CS Hollerich         | 5 − 2       | UNA Strassen                  |
| Gold a Ro't Wiltz    | 2 − 2 (dts) | Blo-Weiss Madernach           |
| Iska Boys Simmern    | 2 − 0       | Olympia Christnach/Waldbillig |
| Jeunesse Junglinster | 2 − 5       | US Esch                       |
| Mansfeldia Clausen   | 4 − 1       | Jeunesse Hautcharage          |
| Minière Lasauvage    | 1 − 3       | Koeppchen Wormeldange         |
| Old Boys Consdorf    | 3 − 3 (dts) | Jeunesse Useldange            |
| Olympique Eischen    | 2 − 3       | Swift Hesperange              |
| Progrès Grund        | 5 − 2       | Template:Calcio               |
| US Boevange/Attert   | 5 − 2       | Kopstal 33                    |
| Victoria Rosport     | 0 − 5       | Orania Vianden                |

### 3º Turno preliminare
•Dal terzo turno in poi entrano in lizza le squadre della Prima Divisione e della Éirepromotioun. 
| Squadra 1             | Risultato | Squadra 2                   |
| --------------------- | --------- | --------------------------- |
| 20 settembre 1964     |           |                             |
| Blo-Weiss Madernach   | 1 − 2     | Steinfort                   |
| CS Hollerich          | 3 − 1     | US Boevange/Attert          |
| Differdange           | 5 − 0     | Mansfeldia Clausen          |
| Egalité Weimerskirch  | 3 − 0     | Amis des Sports Schifflange |
| Etzella Ettelbruck    | 0 − 3     | Red Star Merl               |
| Grevenmacher          | 4 − 0     | Sanem                       |
| Koeppchen Wormeldange | 4 − 0     | Old Boys Consdorf           |
| Marisca Mersch        | 0 − 3     | Pétange                     |
| Mondorf               | 2 − 3     | Iska Boys Simmern           |
| Orania Vianden        | 2 − 4     | Avenir Beggen               |
| Progrès Grund         | 4 − 2     | Claravallis Clervaux        |
| Progrès Niedercorn    | 3 − 0     | Fola Esch                   |
| Racing Troisvierges   | 1 − 0     | Oberkorn                    |
| Red Black Pfaffenthal | 0 − 2     | Arminia Weidingen           |
| Résidence Walferdange | 8 − 3     | Jeunesse 07 Kayl            |
| Sporting Bettembourg  | 1 − 3     | Racing Rodange              |
| The Belval Belvaux    | 1 − 2     | US Esch                     |
| Titus Lamadelaine     | 5 − 0     | Swift Hesperange            |
| Tricolore Gasperich   | 0 − 1     | Tetange                     |
| Young Boys Diekirch   | 2 − 3     | Chiers Rodange              |

### Sedicesimi di Finale
•Entrano in lizza le squadre della Division Nationale
| Squadra 1             | Risultato   | Squadra 2                |
| --------------------- | ----------- | ------------------------ |
| 3 gennaio 1965        |             |                          |
| Arminia Weidingen     | 4 − 2       | Alliance Dudelange       |
| Avenir Beggen         | 0 − 2       | Template:Calcio          |
| Avenir Beggen         | 2 − 1 (dts) | The National Schifflange |
| CS Hollerich          | 4 − 1       | Differdange              |
| Chiers Rodange        | 3 − 2       | Jeunesse Wasserbillig    |
| Grevenmacher          | 2 − 3       | Spora Luxembourg         |
| Iska Boys Simmern     | 3 − 7       | Rapid Neudorf            |
| Koeppchen Wormeldange | 1 − 0       | Red Boys Differdange     |
| Pétange               | 3 − 2       | Egalité Weimerskirch     |
| Progrès Grund         | 3 − 1       | US Dudelange             |
| Racing Rodange        | 0 − 3       | Union Luxembourg         |
| Résidence Walferdange | 0 − 5       | Rumelange                |
| Steinfort             | 1 − 5       | Aris Bonnevoie           |
| Titus Lamadelaine     | 0 − 6       | Jeunesse Esch            |
| Racing Troisvierges   | 2 − 2 (dts) | Stade Dudelange          |
| Tetange               | 1 − 1 (dts) | Red Star Merl            |

| Squadra 1                 | Risultato | Squadra 2           |
| ------------------------- | --------- | ------------------- |
| 7 gennaio 1965 (Spareggi) |           |                     |
| Tetange                   | 2 − 1     | Red Star Merl       |
| Stade Dudelange           | 2 − 1     | Racing Troisvierges |

### Ottavi di finale
| Squadra 1             | Risultato   | Squadra 2        |
| --------------------- | ----------- | ---------------- |
| 7 febbraio 1965       |             |                  |
| Aris Bonnevoie        | 3 − 1       | Rapid Neudorf    |
| Avenir Beggen         | 0 − 3       | Union Luxembourg |
| Chiers Rodange        | 4 − 3       | Pétange          |
| Jeunesse Esch         | 7 − 1       | Progrès Grund    |
| Koeppchen Wormeldange | 3 − 2       | CS Hollerich     |
| Progrès Niedercorn    | 1 − 6       | Stade Dudelange  |
| Rumelange             | 0 − 1       | Spora Luxembourg |
| Arminia Weidingen     | 2 − 2 (dts) | Tetange          |

| Squadra 1                   | Risultato | Squadra 2         |
| --------------------------- | --------- | ----------------- |
| 7 febbraio 1965 (Spareggio) |           |                   |
| Tetange                     | 8 − 1     | Arminia Weidingen |

### Quarti di finale
| Squadra 1             | Risultato   | Squadra 2        |
| --------------------- | ----------- | ---------------- |
| 7 marzo 1965          |             |                  |
| Jeunesse Esch         | 3 − 2       | Union Luxembourg |
| Koeppchen Wormeldange | 2 − 5 (dts) | Tetange          |
| Rapid Neudorf         | 1 − 6       | Spora Luxembourg |
| Stade Dudelange       | 2 − 3       | Chiers Rodange   |

### Semifinali
| Squadra 1        | Risultato | Squadra 2 |
| ---------------- | --------- | --------- |
| 1º maggio 1965   |           |           |
| Spora Luxembourg | 4 − 0     | Tetange   |

| Squadra 1     | Risultato | Squadra 2      |
| ------------- | --------- | -------------- |
| 2 maggio 1965 |           |                |
| Jeunesse Esch | 3 − 1     | Chiers Rodange |

### Finale
| Arbitro: | Antoine Queudeville |

|               |           |  |
| Nuremberg 33’ | Marcatori |  |

| Spora Luxembourg | Jeunesse Esch |

### Formazioni
| Spora Luxembourg |    |                  |  |     |  |
|                  |    |                  |  |     |  |
| POR              | 1  | Romain Schoder   |  |     |  |
| DIF              | 2  | Jean Lanners     |  |     |  |
| DIF              | 3  | Fernand Brosius  |  |     |  |
| DIF              | 4  | Paul Ludwig      |  |     |  |
| DIF              | 5  | Mario Morocutti  |  |     |  |
| DIF              | 6  | Jean Hardt       |  |     |  |
| CEN              | 7  | Emile Meyer      |  |     |  |
| CEN              | 8  | Erwin Kariko     |  |     |  |
| ATT              | 9  | Carlo Bofferding |  |     |  |
| ATT              | 10 | Vic Nuremberg    |  | 33’ |  |
| ATT              | 11 | Norry Wampach    |  |     |  |
| A disposizione:  |    |                  |  |     |  |
| Allenatore:      |    |                  |  |     |  |
| ?                |    |                  |  |     |  |

| Jeunesse Esch   |    |                     |  |  |  |
|                 |    |                     |  |  |  |
| POR             | 1  | René Hoffmann       |  |  |  |
| DIF             | 2  | Nazzareno Saltutti  |  |  |  |
| DIF             | 3  | Johny Hoffmann      |  |  |  |
| DIF             | 4  | Marcel Theis        |  |  |  |
| DIF             | 5  | Guy Feller          |  |  |  |
| DIF             | 6  | Raymond Ruffini     |  |  |  |
| CEN             | 7  | Dominique Di Genova |  |  |  |
| CEN             | 8  | Paul May            |  |  |  |
| ATT             | 9  | Emile Antony        |  |  |  |
| ATT             | 10 | Pierre Langer       |  |  |  |
| ATT             | 11 | Robert Da Grava     |  |  |  |
| A disposizione: |    |                     |  |  |  |
| Allenatore:     |    |                     |  |  |  |
| ?               |    |                     |  |  |  |